# Elymus pseudocaninus
Elymus pseudocaninus är en gräsart som beskrevs av Guang Hua Zhu och Shou Liang Chen. Elymus pseudocaninus ingår i släktet elmar, och familjen gräs. Inga underarter finns listade i Catalogue of Life.